# Acontia flavipennis
Acontia flavipennis là một loài bướm đêm trong họ Noctuidae.